# Heligmonevra insularis
Heligmonevra insularis är en tvåvingeart som beskrevs av Engel 1927. Heligmonevra insularis ingår i släktet Heligmonevra och familjen rovflugor.
Artens utbredningsområde är Seychellerna. Inga underarter finns listade i Catalogue of Life.